# Interim de Ratisbona
O Interim de Ratisbona foi um acordo religioso temporário publicado pelo Imperador Carlos V com os protestantes, em 1541, em Ratisbona.

## Conteúdo
Ele foi publicado em 29 de julho de 1541, na conclusão da Dieta Imperial conhecida como a Dieta de Ratisbona. Foi baseada no resultado da conferência anterior, entre católicos romanos e protestantes, onde tinha sido alcançado um acordo sobre a ideia de justificação e outros pontos de doutrina. Consequentemente, o recesso imperial decretou:
- que o ajuste da questão religiosa deve ser adiada até o próximo concílio geral ou dieta imperial;
- que, enquanto isso, os protestantes não deveriam ir além ou contra os artigos acordados;
- que uma reforma eclesiástica seria inaugurada pelos prelados;
- que a Paz de Nuremberga (1532) deveria ser mantida;
- que os mosteiros e as salas de capítulos deveriam permanecer intactos;
- que os clérigos deveriam manter suas posses;
- que os protestantes não deverim chamar ninguém para o seu lado;
- que todos os procedimentos judiciais em matéria de religião deveriam ser suspensos;
- que a Câmara da Corte Imperial (Reichskammergericht) deveria permanecer como antes;
- e que o recesso de Augsburgo (1530) deveria permanecer em vigor.

Devido à oposição dos protestantes, Carlos V, em uma declaração secreta, fez concessões que praticamente anularam o recesso. Os artigos acordados deveriam ser aceitos no sentido de seus teólogos; os mosteiros e salas de capítulos poderim ser chamadas a inaugurar uma reforma; os eclesiásticos, os mosteiros e as salas de capítulos que haviam abraçado a Confissão de Augsburgo, deveriam permanecer na posse plena de sua propriedade; os protestantes não deveriam obrigar os súditos de príncipes católicos a abraçar sua fé, mas se alguém chegasse até eles espontaneamente, não deveria ser impedido; os membros da Câmara da Corte Imperial para deveriam ser molestados se eles se tornassem protestantes; e o recesso de Augsburgo deveria entrar em vigor apenas em questões não ligadas à religião.

## Ver Também
- Interim de Augsburgo
- Paz de Augsburgo